# بني عجلان (وضرة)

تعديل مصدري - تعديل

بني عجلان هي إحدى قرى عزلة دعقين والحناك بمديرية وضرة التابعة لمحافظة حجة، بلغ تعداد سكانها 142 نسمة حسب تعداد اليمن لعام 2004.